# Berazino
Berazino (bělorusky Беразіно́, rusky Березино – Berezino, litevsky Berezinas, polsky Berezyna, v jidiš בערעזין‎) nazývané také Bjarezaň (Бярэзань) je město v Minské oblasti v Bělorusku. K roku 2017 v něm žilo přes jedenáct tisíc obyvatel a jednalo se o správní středisko Bjarezinského rajónu.

## Poloha a doprava
Berazino leží na západním břehu Bereziny, přítoku Dněpru. Od Minsku, hlavního města republiky, je vzdáleno přibližně sto kilometrů na východ po dálnici M4 z Minsku do Mohyleva.

## Dějiny
Přes Berezinu procházela pravděpodobně už za časů Kyjevské Rusi obchodní cesta od Varjagů k Řekům.
První v kronikách zaznamenané datum je z roku 1501, což se pokládá za datum za založení města.
Po druhém dělení Polska připadlo Berazino ruskému impériu.
K roku 1897 mělo město 4871 obyvatel, z toho přes tři tisíce židů. Za první světové války se zvýšil význam zdejšího říčního přístavu.
Po ruské revoluci a v následné ruské občanské válce a polsko-sovětské válce se držitelé města měnili, ale nakonec jej získal Sovětský svaz pro svou Běloruskou sovětskou socialistickou republiku.
Za druhé světové války obsadilo město nacistické Německo, které jej drželo až do 3. července 1944, kdy jej v rámci operace Bagration dobyl zpět 2. běloruský front. Obětí německé okupace byli především židovští obyvatelé města.
Od 7. července 1968 je Berazino městem.

### Rodáci
- Alexandr Parvus (1867–1924), revolucionář
- Chana Rovina (1889–1980), izraelská herečka